# Drömmling

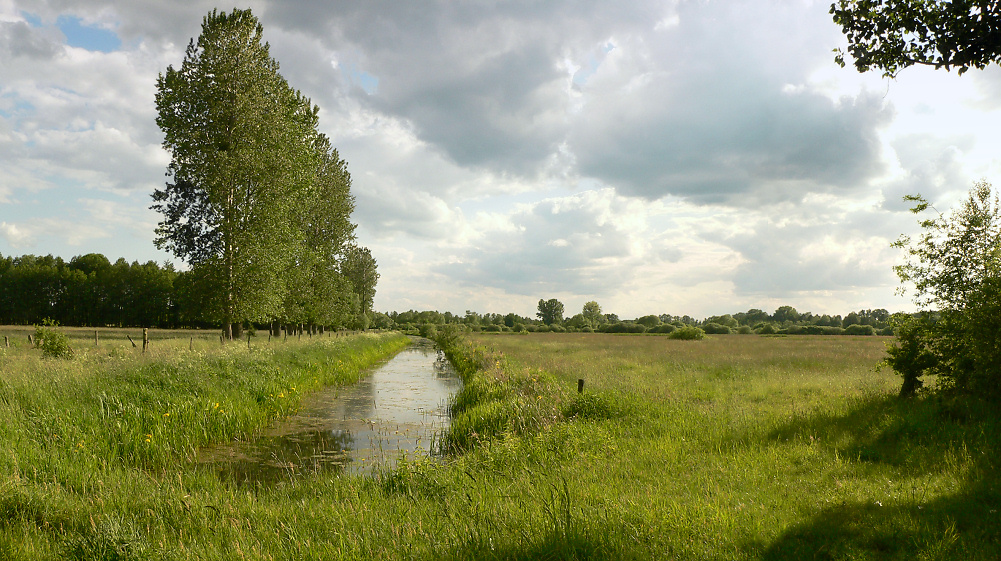
Krajobraz Drömlingu

Drömling – obniżenie o obszarze około 340 km² na granicy między Saksonią-Anhalt a Dolną Saksonią w obrębie Pradoliny Wrocławsko-Magdeburskiej, na wschód od Wolfsburga. Wschodnia, większa część w Saksonii-Anhalt jest chroniona w ramach parku krajobrazowego oraz rezerwatu biosfery UNESCO, który jest partnerem Welskiego Parku Krajobrazowego. 
Teren w średniowieczu leżał w obszarze pogranicza słowiańsko-germańskiego. Nazwę wywodzi się bądź od słowiańskiego słowa „trzebić” związanego z pozyskiwaniem drewna, bądź starosaskiego słowa „trimmen” oznaczającego niestabilność gruntu na podmokłych terenach. Naturalne obszary moczarów i torfowisk zostały przekształcone od XVIII wieku i dziś tworzą słabo zasiedlony unikatowy krajobraz kulturowo-przyrodniczy, określany niekiedy jako „kraj tysiąca kanałów”. W 1906 r. rozpoczęto budowę Kanału Śródlądowego (niem. Mitellandkanal), który stanowi dziś geograficzną oś regionu. Znaczącą część obniżenia stanowią rezerwaty przyrody. Park krajobrazowy o obszarze 278 km² powołano w 1990 r. jako jeden z pierwszych na terenie ówczesnej NRD. Status rezerwatu biosfery o obszarze 340 km² na szczeblu międzynarodowym uznano 14 czerwca 2023 r.